# Jaume Partagàs i Ravell
Don Jaume Partagás i Ravell (Arenys de Mar, 1816 - Vuelta Abajo, Cuba, 1868) fou fill de Jaume Partagás (sastre) i de Theresa Ravell. El seu origen fou investigat per Josep Maria Pons i Guri als arxius d'Arenys de Mar
Emigrat a Cuba va fundar amb l'ajuda del comerciant de Lloret de Mar Joan Conill una petita fàbrica de tabac a l'Havana el 1827. Des del principi, tenia l'ambició d'emprendre una producció a major escala, però no disposava del capital suficient per entrar en el grup dels grans.
Mentre esperava el seu moment oportú, es va dedicar assenyadament a comprar diferents plantacions de la regió de Vuelta Abajo, convertint-se en propietari de moltes de les millors plantacions del cultiu de tabac de Cuba. Va trigar vint anys abans de poder aconseguir l'interès dels inversors en el seu projecte.
Per fi i amb el suport dels accionistes, el 1845 va crear a l'Havana, l'empresa La Flor de Tabacos de Partagás y Cía, en el nº 60 del carrer de "la Industria". El fet de tenir la possibilitat de triar entre els millors tabacs de l'illa va donar a la marca un èxit increïble. El nom, més endavant es va canviar a "Real Fàbrica de Tabaco Partagás", i suposadament va ser elegit, ja que per la seva qualitat Jaume Partagàs havia arribat a ser proveïdor de cigars de la noblesa de diferents països d'Europa i Àsia. També fou el president de la Societat de Beneficència de Naturals de Catalunya.
El 18 de juliol de 1868, poc després de rebre la sentència del seu judici contra Pedro Mató, Jaume Partagás va morir assassinat en rebre un tret en una de les plantacions de Vuelta Abajo.

## Millores a la indústria del tabac
En Jaume Partagás va ser dels primers a concentrar-se meticulosament en les tècniques per millorar la producció, especialment experimentant amb diversos mètodes de fermentació i envelliment del tabac. La fàbrica en què s'elaboraven els cigars al carrer de la Indústria, és un sumptuós edifici d'estil colonial. Encara segueix allà, actualment, i, tot i que ha passat per una renovació el 1987, segueix sent la fàbrica de cigars més antiga de Cuba. És una de les majors atraccions turístiques de l'Havana i, per l'aficionat als cigars, una visita imprescindible.
Se li atribueix la introducció la figura del «lector» a la seva fàbrica, que tenia la important missió de llegir en veu alta diaris i novel·les per entretenir als torcedores de cigars, mentre treballaven. La primera aparició del lector a les fàbriques va ser molt apreciada pels treballadors, i va arribar a ser considerada una cosa així com un dret social i cultural. La importància del paper jugat pel lector es pot apreciar pel llarg període que va durar, tot i que va aparèixer un competidor d'alta tecnologia per ocupar el seu lloc: la  ràdio.